# Pitcairnia altensteinii
Pitcairnia altensteinii là một loài thực vật có hoa trong họ Bromeliaceae. Loài này được (Link, Klotzsch & Otto) Lem. miêu tả khoa học đầu tiên năm 1846.